# Antoniana Krettli
Antoniana Ursine Krettli (Araçuaí, 23 de setembro de 1943) é uma bioquímica, pesquisadora e professora universitária brasileira.
Grande oficial da Ordem Nacional do Mérito Científico, membro titular da Academia Brasileira de Ciências na área de Ciências Biomédicas desde 1996, é professora titular da Universidade Federal de Minas Gerais (UFMG) e pesquisadora da Fiocruz Minas.
Antoniana foi a primeira presidente mulher da Sociedade Brasileira de Imunologia, em 1987 e primeira professora mulher titular do Instituto de Ciências Biológicas da UFMG. Sua principal linha de pesquisa é buscar novos medicamentos antimaláricos.

## Biografia
Nascida na cidade de Araçuaí, em 1943, Antoniana ingressou no curso de farmácia da Universidade Federal de Minas Gerais em 1962. Em 1969, cursou o mestrado em parasitologia, defendido em 1971. Em 1976, cursou o doutorado na mesma área, ambos pela UFMG. Realizou três estágios de pós-doutorado. Um em 1980, pela Universidade de Lausanne, na Suíça, e pelo Instituto Pasteur, em Paris, e entre 1990 e 1991 pelos Institutos Nacionais da Saúde, nos Estados Unidos. Voltaria às salas de aula como estudante em 1992, para cursar medicina, pela UFMG, onde se formou em 1998.
Já na graduação começou a trabalhar com pesquisa de doenças tropicais e conseguiu uma bolsa de iniciação científica sob a orientação do professor Zigman Brener, autoridade mundial na área de Doença de Chagas, e pesquisador do hoje da Fiocruz Minas. Por seu intermédio, Antoniana começou a pesquisar sobre malária, onde ingressou em 1965. Em 1967 passou em concurso na Faculdade Farmácia da UFMG, atuando na área de Parasitologia. Com a criação do Instituto de Ciências Biológicas (ICB), em 1968, que agregou professores de outros departamentos da universidade, seguiu carreira docente no Instituto, pesquisando na área de Parasitologia.
Antoniana foi pioneira no cultivo contínuo do Plasmodium falciparum, agente maligno da malária, usado em testes de antimaláricos a partir de plantas da Amazônia, estimulando vários grupos de químicos do país a fracionar extratos de plantas ativas em busca de um novo antimalárico. Na Fiocruz Minas criou, em 1976, o Laboratório de Malária, sendo sua chefe até 2003, onde liderou pesquisas sobre a biologia de parasitas e a quimioterapia experimental antimalária, dentre outras pesquisas de importância.